# دروازه ستارگان: زنجیره
دروازه ستارگان: زنجیره (انگلیسی: Stargate: Continuum) یک فیلم شبکه ویدئو خانگی در سبک علمی–تخیلی و ماجراجویی به کارگردانی مارتین وود است که در سال ۲۰۰۸ منتشر شد.

## بازیگران
- بن برودر
- مایکل شنکس
- کریستوفر جاج
- کلودیا بلک
- ریچارد دین اندرسون
- بو بریجز
- دن اس. دیویس
- استیو بیسیک
- آماندا تپینگ
- پیتر ویلیامز
- ویلیام دیون
- برد رایت